# 芬蘭化
芬蘭化（英語：Finlandization），或稱芬蘭模式，指的是一个弱小的国家遵循於强大的邻国的政策决定，以保持主权及领土完整。源自於二戰後，芬蘭為了避免鄰近強國蘇聯的併吞，在國際事務上順從蘇聯意見，並以自我檢查（self-censorship）消弭、壓制國內反蘇聯聲音。這套「以小事大」作法雖被譏為「芬蘭化」，但保住芬蘭的獨立國家地位，得以延續至今，成為世界上發達國家和福利國家，國民享有極高標準的生活品質。另外，類似案例如第二次世界大战期间的瑞士对纳粹德国也是。而此一名詞，出現於1960年代後期的西德，為當時西德的保守派批評西德總理威利·勃蘭特所新造的詞。勃蘭特當時重視同东欧的共產主義阵營對話。
2010年，布魯斯·季禮在〈台灣芬蘭化〉（英語：Not So Dire Straits: How the Finlandization of Taiwan Benefits U.S.Security）中提出「台灣芬蘭化」一詞，用以描述馬英九政府的對北京政策，並提議在海峽低盪的情況下，美國可以降低台灣在全球戰略布局中的重要性。

## 芬蘭
在1939年簽訂的蘇德互不侵犯條約中，納粹德國承認芬蘭為蘇聯的勢力范圍。後蘇聯對芬蘭發起了冬季戰爭，最終芬蘭以割讓本國十分之一的領土為代價同蘇聯停戰。1941年蘇德戰爭開始後，芬蘭對蘇聯發動了以收復失地為目的的繼續戰爭。後因軸心國轉入劣勢，因而芬蘭同蘇聯停戰，并攻擊駐扎在芬蘭國內的德軍。因其戰敗國的身份，加之地理位置而難以期望獲得西方世界支援的芬蘭（不過美國曾秘密援助過芬蘭），在1948年同蘇聯簽訂了互助條約，蘇联承诺保障及不侵犯芬兰的主权，但實際上芬蘭被蘇聯控制。
冷战期间，芬兰沒加入北约，保持中立国的外交路线，維持獨立主权，以及半总統制議會民主制和資本主義市场经济福利國家，但在國際事務上，芬蘭事實上经常站在了蘇聯一側。大眾媒體也進行了自我審查，冬季戰爭中蘇聯的侵略等也成為了禁忌的話題，因為若提及這一段歷史，有可能被解释成“反苏”的言论。鄰国瑞典也奉行類似外交政策，这与加入北約的丹麦及挪威略为不同，這些情況到了蘇聯解體，芬蘭加入歐盟後不再存在。不过，芬兰仍奉行独立的外交政策，維持不加入北約並與美國保持距離。直到2022年俄羅斯入侵烏克蘭期間，芬蘭總理桑娜·馬林與總統紹利·倪尼斯托推動芬蘭加入北約
，并于2023年4月4日实现。

## 朝鲜半岛
韩国自古以来就奉行事大主義政策，日本殖民朝鲜以前长期奉中国为大国及自己的宗主国。

## 中華民國（臺灣）
中華民國自1927年國民政府成立、以至中華民國政府1949年之後遷至臺灣以來，一直奉行親美國的外交政策到現在。在台灣的蔣中正與和在中國大陸的毛澤東領導下的政權，各自成為分離的政治實體，彼此敵對大約三十年。但兩人在1970年中期相繼去世之後，中華人民共和國政府開始關注國內的經濟發展，後來選擇停止砲擊台灣的金馬外島，並歡迎台灣居民到中國大陸旅遊、投資及探親。
另一方面，台灣在1988年開始主政的李登輝總統也認可開啟這種交流，雙方的準官方交流團體於1993年在新加坡舉行首度直接汪辜會談，展開雙方的「首度和解」。然而當美國核發簽證給李登輝來訪問康乃爾大學時，這個「首度和解」在1995年就遽然中斷。隨後歷經1995年和1996年中国人民解放军對台海發射飛彈、華盛頓派遣航空母艦與雷達艦前來台海、以及台灣人民在2000年選出民主進步黨籍陳水扁擔任總統，完成台灣首次政黨輪替，之後兩岸關係急遽惡化，這是兩岸關係的「再度凍結」。
海峽兩岸關係的「二度和解」始於2005年時任中共中央總書記胡錦濤淡化統一要求的談話。而中國國民黨籍的馬英九在2008年就任總統主政後的和解政策，使台灣愈來愈走向「芬蘭化」，具體例證包括莫拉克颱風後，台灣雖讓西藏精神領袖第十四世達賴喇嘛赴台為災民祈福，卻拒絕世界維吾爾代表大會主席熱比婭·卡德爾入境，馬英九本人在六四事件紀念日時不再批評北京，只輕描淡寫地以歷史傷痛帶過，都是不折不扣「芬蘭化」的表現。
2008年，台灣第二次政黨輪替後，台灣亲中及泛蓝媒体避免提及法輪功、天安門事件等，避免直接批評中國大陸，被認為是「媒體芬蘭化」。
2016年，台灣第三次政黨輪替，民進黨再度執政，中華民國總統蔡英文及中共中央總書記習近平執政期間，兩岸關係再次急遽緊繃。

## 不丹
1910年英国强迫不丹签订签订《普那卡条约》，规定不丹在对外事务上受英国指导。
1949年印度政府强迫不丹签订《永久和平与友好条约》，规定不丹在对外事务上受印度指导。作为不丹的宗主国，印度长期在不丹境内驻军并且干涉不丹外交。
在印度的控制下，不丹至今未能与多国建交，因而无法正常发展经济，2022年不丹人均GDP仅有3,491美元。

## 外部連結
- "Finland's Relations with the Soviet Union, 1940–1986" （页面存档备份，存于） by Peter Botticelli
- "Finlandization in action: Helsinki's experience with Moscow" （页面存档备份，存于） presented at the Web site of the CIA
- "Three Cheers for Balkanization!" （页面存档备份，存于） by Bruce Walker, re-evaluating the Finlandization concept
- The Silenced Media: The Propaganda War Between Russia and the West in Northern Europe—review by Jussi M. Hanhimäki of a book by Esko Salminen
- "The Silent Estate?" （页面存档备份，存于）—review by David McDuff of the same book by Esko Salminen